# 李明 (1971年1月)
李明（1971年1月26日—），辽宁大连人，中国前足球运动员，1990年代中国最著名的中场球员之一。前大连实德和中国国家队主力。現時擔任北京中赫国安总经理。
由于同一时期足坛还有一位青島籍的李明，所以他有时也被称为“大李明”以示区别。

## 职业生涯
从1994年开始一直代表大连实德参加中国足球职业联赛的李明是球队主力中场队员，到2005年11月正式退役。在11年间里李明总共为大连队踢了244场职业联赛。在11年的职业生涯中，先后代表大连万达和大连实德俱乐部夺得7个甲级联赛与1个超级联赛冠军，并连续在1996、1997、1998年被选入最佳阵容，万达、实德12年职业联赛8次夺冠以及57场不败的见证者。

## 国家队
李明代表国家队出场141场，其中86场为国际足联承认的国际A级赛，是代表中国国家队出场最多的球员。自1992年以来，代表国家队比赛12年，参加了韩日世界杯预选赛，代表中国队小组出线，是中国足球90年代的历程的见证者。然而在2002年韩日世界杯前夕，李明出人意料的落选世界杯中国队23人大名单。2004年7月3日，时隔两年后李明再次入选国家队，并在亚洲杯决赛中攻入一球。

## 退役后足球生涯

### 大连
2006年12月15日，李明重返大连实德，担任俱乐部副总经理兼球队领队。2007年8月，他接替一个月前辞职的林乐丰成为球队总经理。2008年12月14日，他辞去总经理的职务。2009年9月，李明接受新成立的大连阿尔滨邀请，成为球队的总经理。2013年2月18日，球队主教练徐弘在中国足坛反赌风暴中被中国足协禁止从事任何与足球有关的活动五年，李明临危受命接任代理主教练一职，直到2013年6月西莫·克鲁尼奇上任。2013年12月，大连阿尔滨宣布人事调整的决定：李明改任大连阿尔滨集团有限公司副总经理，不再担任大连阿尔滨俱乐部总经理的职务。

### 国青
2014年12月，李明参加中国国青队的主教练竞聘，并于2015年1月正式成为中国国青队主教练，直至2016年任期届满。

### 中赫国安
2017年3月2日，中超球队北京中赫国安官方宣布李明出任该俱乐部总经理一职。

## 联赛出场纪录
| 赛季 | 俱乐部   | 國家 | 出场 | 入球 |
| ---- | -------- | ---- | ---- | ---- |
| 1994 | 大连万达 | 中国 | 21   | 2    |
| 1995 | 大连万达 | 中国 | 21   | 3    |
| 1996 | 大连万达 | 中国 | 21   | 3    |
| 1997 | 大连万达 | 中国 | 21   | 7    |
| 1998 | 大连万达 | 中国 | 25   | 8    |
| 1999 | 大连万达 | 中国 | 25   | 1    |
| 2000 | 大连实德 | 中国 | 24   | 0    |
| 2001 | 大连实德 | 中国 | 23   | 3    |
| 2002 | 大连实德 | 中国 | 17   | 3    |
| 2003 | 大连实德 | 中国 | 24   | 3    |
| 2004 | 大连实德 | 中国 | 10   | 3    |
| 2005 | 大连实德 | 中国 | 13   | 1    |

## 国际比赛进球
| 时间          | 地点  | 对手       | 比分 | 赛事         |
| ------------- | ----- | ---------- | ---- | ------------ |
| 1997年9月13日 | 大 连 | 伊朗       | 2-4  | 世界杯预选赛 |
| 2004年7月3日  | 重 庆 | 黎巴嫩     | 6-0  | 友谊赛       |
| 2004年7月21日 | 北 京 | 印度尼西亞 | 5-0  | 亚洲杯       |
| 2004年8月7日  | 北 京 | 日本       | 1-3  | 亚洲杯       |

## 荣誉

### 俱乐部
大连万达/大连实德
- 中国足球甲A联赛/超级联赛冠军 (8): 1994,1996,1997,1998,2000,2001,2002,2005
- 中国足协杯 (2): 2001,2005
- 中国足球超霸杯 (3): 1996, 2000, 2002
- 全运会足球比赛冠军 (1): 1993年

### 国家队
中国国家队
- 亚洲杯

亚军 (1): 2004
季军 (1): 1992
殿军 (1): 2000
- 亚运会

银牌 (1): 1994

## 其他
李明是中国三位百场俱乐部（为国家队出场超过百次）的球员之一，另两位是范志毅和李玮锋。
李明在国家队以人缘好著称。2002年世界杯亚洲区预选赛前，中国队两位绝对主力郝海东和孙继海与主教练米卢不合，李明在其间调解纠纷，并邀双方参加其婚礼，在婚礼上达成了一致，联手杀入世界杯。但在公布世界杯大名单时，李明不幸落选。这也造成了大部分队员、球迷对米卢的不满，中国队第一次世界杯之旅以净失九球告终。